# Fight Night Round 4
Fight Night Round 4 es un videojuego de boxeo desarrollado por EA Canada y publicado por EA Sports.  Es el videojuego posterior a Fight Night: Round 3 y anterior a Fight Night Champion. Fue publicado el 25 de junio de 2009 en los Estados Unidos y el 29 de junio del mismo año en Europa. El juego está disponible para PlayStation 3 y Xbox 360. En la portada del juego aparecen Muhammad Ali y Mike Tyson.
El juego contiene gráficos de gran calidad, recreando un entorno más realista en cada pelea. Los boxeadores están representados muy detalladamente, incluyendo el sudor y las lesiones por múltiples golpes en una zona determinada. 
Además, el juego posee un editor de boxeadores que permite al usuario crear boxeadores tanto reales como ficticios, expandiendo así la cantidad de luchadores disponibles para jugar. EA Sports publicó como contenido descargable en PlayStation Store varios peleadores famosos que no fueron incluidos en la versión original del juego.

## Jugabilidad
Se mejoró mucho la jugabilidad respecto a su antecesor, Fight Night: Round 3. La IA (Inteligencia Artificial) se volvió más adaptable a cada combate, siempre intentará buscar las debilidades del jugador y explotarlas al máximo. También se mejoró el sistema de golpes, que permite a los boxeadores lanzar golpes sin mirar e impactar parcialmente a su oponente, aumentando la precisión. Por primera vez los boxeadores podrán lanzar puñetazos cuerpo a cuerpo y empujar para hacerse espacio y contratacar al rival. El sistema defensivo se volvió un refinado sistema de defensa, obligando al jugador y a su rival a intercambiar golpes con bloqueos para poder alzarse con la victoria.

## Listado de boxeadores
Heavyweight
- Muhammad Ali
- Eddie Chambers
- George Foreman
- Joe Frazier
- Lennox Lewis
- Tommy Morrison
- James Toney
- Mike Tyson

Light Heavyweight
- Tomasz Adamek
- Joe Calzaghe
- Roy Jones Jr.
- Anthony Mundine
- Jermain Taylor

Middleweight
- Amin Asikainen
- Marvelous Marvin Hagler
- Jake LaMotta
- Carlos Monzón
- Sergio Mora
- Kelly Pavlik
- Cory Spinks
- Ray Robinson
- Ronald Wright
- Arthur Abraham

Welterweight
- Emanuel Augustus
- Julio César Chávez
- Kermit Cintron
- Miguel Cotto
- Vivian Harris
- Ricky Hatton
- Thomas Hearns
- Ray Leonard
- Paulie Malignaggi
- Shane Mosley
- Victor Ortiz
- Manny Pacquiao

Lightweight
- Marco Antonio Barrera
- Nate Campbell
- Diego Corrales
- Roberto Duran
- Arturo Gatti
- Robert Guerrero
- Vinny Paz
- Pernell Whitaker

Featherweight
- Yuriorkis Gamboa
- Erik Morales

Bantamweight
- Billy Dib
- Fernando Montiel

Flyweight
- Jorge Arce
- Nonito Donaire